# Calceolaria polyrrhiza
Calceolaria polyrrhiza är en toffelblomsväxtart som beskrevs av Antonio José Cavanilles. Calceolaria polyrrhiza ingår i släktet toffelblommor, och familjen toffelblomsväxter. Inga underarter finns listade i Catalogue of Life.